# Murray Bartlett
Murray Bartlett, född 20 mars 1971 i Sydney, är en australisk skådespelare. Han är bland annat igenkänd för sin roll som Armond i första säsongen av The White Lotus (2021) och för sin insats som Frank i ett fristående avsnitt i TV-serien The Last of Us (2023). Avsnittet har kallats för både årets och tidernas bästa avsnitt i en tv-serie.

## Biografi
Bartlett föddes i Sydney men vid fyra års ålder flyttade familjen till Perth. Där läste han drama och teater i både högstadiet och på högskolan.
Bartlett försökte få en karriär inom skådespeleri i flera år. 1993 fick han rollen som bedragaren Luke Foster i Grannar. År 2000 flyttade han till USA och fick medverka i Sex and the City i ett avsnitt. Han fick också en återkommande roll i Tv-serien Farscape. 2006 åkte han med Hugh Jackman på turné i Australien med Broadwayföreställningen The Boy From Oz.
Bartlett fick år 2007 en fast roll i såpoperan Guiding Light och 2014 i HBO-serien Looking. Han skulle också medverka i långfilmen Looking: The Movie (2016). Han fick sen en roll i Nashville (2017) och i Netflix-serien Tales of the City (2019).
Bartletts genombrott skedde när han spelade managern för ett lyxhotell, Armond i HBO-serien The White Lotus (2021), en roll han blev hyllad och nominerad till ett flertalet priser för, däribland en Emmy.
2023 medverkade han i det tredje fristående avsnittet av HBO-serien The Last of Us i rollen som Frank. Hans insats tillsammans med sin motspelare Nick Offerman blev unisont hyllad av kritiker och tittare och avsnittet beskrevs som årets och tidernas bästa avsnitt. På grund av att avsnittet handlade om två homosexuellas relation blev också avsnittet review-bombat. Både Bartlett och Offerman blev nominerade till en Emmy för sina insatser. Offerman vann den.
Bartlett kom tidigt ut som homosexuell och bor med sin partner Matt i Provincetown, Massachusetts.

## Filmografi (i urval)

### Film
| År   | Titel                          | Roll                 | Notering |
| ---- | ------------------------------ | -------------------- | -------- |
| 1995 | Dad and Dave: On Our Selection | Sandy Tayler         |          |
| 1996 | The Beast                      | Christopher Lane     | TV film  |
| 1997 | The Tower                      | Jeremy               | TV film  |
| 2000 | The Three Stooges              | Trocadera Patron     |          |
| 2005 | Postmortem                     | Troy                 | Kortfilm |
| 2007 | Om                             | John                 | Kortfilm |
| 2010 | Needle                         | Tony Martin          |          |
| 2011 | August                         | Troy                 |          |
| 2013 | Girl Most Likely               | James Whitney        |          |
| 2013 | Kingston Avenue                | Le copain de Barbara |          |
| 2015 | Stubborn                       | Murray               |          |
| 2016 | Looking: The Movie             | Dom Basaluzzo        | TV film  |
| 2018 | Beach House                    | Paul                 |          |
| 2020 | The Stand In                   | Terry                |          |
| 2024 | Ponyboi                        | Bruce                |          |
| TBA  | O'Dessa                        |                      | Kommande |

### TV
| År        | Titel                         | Roll                           | Notering                                 |
| --------- | ----------------------------- | ------------------------------ | ---------------------------------------- |
| 1987      | Doktorn kan komma             | Michael Freeman                | Avsnitt: "The Unluckiest Boy In Town"    |
| 1992      | Home and Away                 | Randy Evans                    |                                          |
| 1992-1993 | A Country Practice            | Owen Wyatt / Richard Welbourne | 3 avsnitt                                |
| 1993      | Grannar                       | Luke Foster                    |                                          |
| 1995      | The Ferals                    | Dr. Bob Ivory                  | Avsnitt: "The Dentist"                   |
| 1997      | Flipper                       | Man                            | Avsnitt: "Help Me, Rhonda"               |
| 1999      | Murder Call                   | Gavin Todd                     | Avsnitt: "Dying Day"                     |
| 1999-2003 | Farscape                      | Douglas "DK" Knox              | 4 avsnitt                                |
| 2000      | Above the Law                 | Nathan Peters                  | Avsnitt: "Happy Families"                |
| 2002      | Sex and the City              | Oliver Spencer                 | Avsnitt: "All that Glitters"             |
| 2002      | McLeods döttrar               | Simon Birch                    | 3 avsnitt                                |
| 2002      | The Secret Life of Us         | Nick                           | 6 avsnitt                                |
| 2002      | All My Children               | Julian Sinclair                |                                          |
| 2006      | Headland                      | James Brogan                   | 5 avsnitt                                |
| 2006      | All Saints                    | Roy Pickforth                  | Avsnitt: "The Real Thing"                |
| 2007      | Flight of the Conchords       | Mark                           | Avsnitt: "Sally Returns"                 |
| 2007-2009 | Guiding Light                 | Cyrus Foley                    |                                          |
| 2009      | White Collar                  | Adrian Tulane                  | Avsnitt: "Free Fall"                     |
| 2011      | Damages                       | Seth Sloan                     | Avsnitt: "I'd Prefer My Old Office"      |
| 2014      | The Good Wife                 | Logan                          | Avsnitt: "The Deep Web"                  |
| 2014-2015 | Looking                       | Dom Basaluzzo                  | 16 avsnitt                               |
| 2016      | Limitless                     | Conrad Harris                  | Avsnitt: "Hi, my name is Rebecca Harris" |
| 2016      | Conviction                    | Victor Bonotto                 | Avsnitt: "Pilot"                         |
| 2017      | Nashville                     | Jakob Fine                     | 2 avsnitt                                |
| 2017-2018 | Iron Fist                     | Dr. Paul Edmonds               | 3 avsnitt                                |
| 2019      | Tales of the City             | Michael "Mouse" Tolliver       |                                          |
| 2019      | Madam Secretary               | Chris Lawson                   | Avsnitt: "The Common Defense"            |
| 2021      | The White Lotus               | Armond                         |                                          |
| 2022      | Physical                      | Vinnie Green                   | 5 avsnitt                                |
| 2022      | RuPaul's Drag Race Down Under | Sig Själv                      | 7 avsnitt                                |
| 2022-2023 | Welcome to Chippendales       | Nick De Noia                   |                                          |
| 2023      | The Last of Us                | Frank                          | Avsnitt: "Long, Long Time"               |
| 2023      | Extrapolations                | Mr. Turner                     | Avsnitt: "2070: Ecocide"                 |